# Monodontomerus desantisi
Monodontomerus desantisi är en stekelart som beskrevs av Grissell 2000. Monodontomerus desantisi ingår i släktet Monodontomerus och familjen gallglanssteklar. Inga underarter finns listade i Catalogue of Life.